# حنظله بن صفوان الکلبی
حنظله بن صفوان الکلبی (انگلیسی: Handhala ibn Safwan al-Kalbi) فرمانروای مصر در دوران خلافت اموی بود.